# Redemption (film 1917)
Redemption è un film muto del 1917 diretto da Joseph A. Golden e Julius Steger.
Evelyn Nesbit ricopre il ruolo di Alice, la protagonista, mentre Harry, da bambino, è interpretato da Russell Thaw, il vero figlio dell'attrice.

## Trama
La felice vita familiare di Alice Loring viene distrutta quando ricompare sulla scena Stephen Brooks, il suo ex amante, un uomo che aveva approfittato di lei quand'era una ragazza molto giovane. Brooks fa perdere il lavoro a Thomas, il marito di Alice, cosa che lo conduce presto alla morte. La donna deve sopportare la sua perdita e cercare di tirare avanti allevando da sola il loro bambino, Harry.
Facendo la sarta, riesce a raggiungere il successo, tanto da poter mandare il figlio ormai grande al college. Qui, Harry conosce e si innamora di Grace che è proprio la figlia dell'uomo che ha rovinato la sua famiglia. Brooks, quando viene a sapere chi è il corteggiatore della figlia, si rifiuta di dare il consenso alle nozze. Ma, quando Harry salverà l'altro suo figlio, Robert, da un incendio, ritornerà sulla sua decisione. Non solo. In un incontro con Alice, le chiederà di dimenticare il passato e di perdonarlo.

## Produzione
Il film fu prodotto dalla Triumph Films. Venne girato a St. Augustine, in Florida.

## Distribuzione
Distribuito dalla Triumph Films, il film - presentato da Julius Steger - uscì nelle sale cinematografiche USA il 2 giugno 1917.